# أوليفيا برين
أوليفيا برين (بالإنجليزية: Olivia Breen) هي منافسة ألعاب القوى بريطانية، ولدت في 26 يوليو 1996 في غلدفورد في المملكة المتحدة.

## روابط خارجية
- أوليفيا برين على موقع الاتحاد الدولي لألعاب القوى (الإنجليزية)
- أوليفيا برين على موقع الاتحاد البريطاني لألعاب القوى (الإنجليزية)
- أوليفيا برين على موقع ThePowerOf10.info (الإنجليزية)
- أوليفيا برين على موقع Paralympic.org (الإنجليزية)
- أوليفيا برين على موقع اللجنة البارالمبية البريطانية (الإنجليزية)
- أوليفيا برين على موقع اتحاد ألعاب الكومنولث (مؤرشف) (الإنجليزية)